# Tango Bar (película de 1989)
Tango Bar es una película argentina-puertorriqueña de drama musical de 1988 dirigida por Marcos Zurinaga, y coescrita por Zurinaga en colaboración con Juan Carlos Codazzi y José Pablo Feinmann. Es protagonizada por Raúl Julia, Valeria Lynch y Rubén Juárez. Se estrenó en Puerto Rico en abril de 1988 y en Argentina el 19 de enero de 1989.

## Sinopsis
Un local de Tango está a cargo de dos amigos: Antonio Estévez, un bandoneonista argentino y Ricardo Padin, un poeta y pianista portorriqueño. Elena, la mujer del primero, inicia una relación romántica con el segundo cuando Antonio decide exiliarse de su país debido al clima opresivo de la penúltima dictadura cívico-militar argentina (1966-1973). Años después, con la vuelta de la Democracia a partir de 1983, Antonio regresa a su país con el deseo de reencontrarse con Ricardo, Elena y el mundo del tango.

## Reparto
| Actor                       | Personaje                   |
| --------------------------- | --------------------------- |
| Raúl Julia                  | Ricardo Padin               |
| Valeria Lynch               | Elena                       |
| Rubén Juárez                | Antonio Estévez             |
| Nélida Rodríguez            | Bailarín: Mi Amigo Cholo    |
| Nelson Ávila                | Bailarín: Mi Amigo Cholo    |
| Mabel Dai                   | Bailarina: La milonguita    |
| Roberto Herrera             | Bailarín: La milonguita     |
| Carolina Iotti              | Bailarín: El choclo         |
| Orlando Díaz 'Coco'         | Bailarín: El choclo         |
| Sandra Lanfranchi           | Bailarín: Don Juan          |
| Omar Mazzei                 | Bailarín: Don Juan          |
| Claudia Lavalle             | Bailarín: La cumparsita     |
| Marita Longoni              | Bailarín: La cumparsita     |
| Miriam Magali               | Bailarín: La cumparsita     |
| Rafael Blanco               | Bailarín: La cumparsita     |
| Roberto Blanzaco            | Bailarín: La cumparsita     |
| Osvaldo Ross                | Bailarín: La cumparsita     |
| Liliana Belfiore            | Bailarina: Mercado Spinetto |
| Guido Di Benedetti          | Bailarín: Mercado Spinetto  |
| Lidia Álvarez               | Bailarina: La cumparsita -2 |
| Enrique 'Enriquito' Álvarez | Bailarín: La cumparsita -2  |
| Mary Da Fonte               | Bailarina: La cumparsita -2 |
| José Da Fonte               | Bailarín: La cumparsita -2  |
| Susana Grassi               | Bailarina: La cumparsita -2 |
| Roberto Grassi              | Bailarín: La cumparsita -2  |
| Susana De Vita              | Bailarina: La cumparsita -2 |
| Antonio De Vita             | Bailarín: La cumparsita -2  |
| Nora López                  | Bailarina: La cumparsita -2 |
| Osvaldo López               | Bailarín: La cumparsita -2  |
| Sandra Giarnelli            | Bailarina: La cumparsita -2 |
| Eduardo Giarnelli           | Bailarina: La cumparsita -2 |

### Material de archivo
- Carlos Gardel
- Oliver Hardy
- Stan Laurel
- Rudolph Valentino